# Sacramento Gold (ASL)
El Sacramento Gold fue un equipo de fútbol de los Estados Unidos que jugó en la American Soccer League, la extinta liga de fútbol más importante del país.

## Historia
Fue fundado en el año 1976 en la ciudad de Sacramento, California con el nombre Sacramento Spirits hasta 1977, al cambiarlo por el nombre más reciente. Fue campeón de Liga en 1 ocasión y nunca ganó el torneo de Copa.
A nivel internacional participó en 1 torneo continental, en la Copa de Campeones de la Concacaf del año 1980, siendo eliminado en la Primera Ronda por el Pumas UNAM de México.
Su última temporada fue la de 1980, año en que el equipo desapareció. El nombre del equipo regresó para el año 2010, jugando en la National Professional Soccer League, la cuarta liga de fútbol más importante de los Estados Unidos.

## Palmarés
- American Soccer League: 1

1979

## Participación en competiciones de la Concacaf
- Copa de Campeones de la Concacaf: 1 aparición

1980 - Primera Ronda

## Jugadores

### Jugadores destacados
- Gary Allison (1976-77)
- Peta Bala'c (1979) 27 juegos
- Mickey Brown (1979)
- Otey Cannon (1976) 19 juegos, 8 goles
- Mike Collins (1979)
- Trevor Dawkins (1978-80)
- Ian Filby (1979-80) 42 juegos, 25 goles
- Emilio John (1978) 23 juegos, 10 goles
- Daniel Mammana (1977)
- Tom Reynolds (1980)
- Neill Roberts (1979)
- Mal Roche (1977) 22 juegos, 13 goles
- Peter Thomas (1978)
- Anselmo Vicioso (1979) 18 juegos, 10 goles

## Entrenadores destacados
- Bob Ridley (1976-77)